# クロアチア王国 (1527年-1868年)

クロアチア王国
Kraljevina Hrvatska (クロアチア語)
Regnum Croatiae (ラテン語)
Horvát Királyság (ハンガリー語)
Königreich Kroatien (ドイツ語)

18世紀のクロアチア、ダルマチア、スラヴォニア、ボスニア、セルビア、イストリア、ラグサ共和国の地図

クロアチア王国（クロアチアおうこく、クロアチア語: Kraljevina Hrvatska、ラテン語: Regnum Croatiae、ハンガリー語: Horvát Királyság 、ドイツ語: Königreich Kroatien）は、ツェティン城での選挙後の1527年から1868年までハプスブルク家が治めた王国である。1804年から1867年まではオーストリア帝冠領の一部であり、同時にハンガリー王冠領の一部でもあった。長らく首都はザグレブにおかれた。
16世紀、クロアチア王国はオスマン帝国の北進とクロアチア軍政国境地帯の設置によって大きく領土を喪失し、18世紀に入るまでザグレブ周辺とリエカ周辺の限られた領土を持つに過ぎなかった。
その後ハプスブルク君主国は、1699年にオスマン帝国からスラヴォニアを奪回してスラヴォニア王国を建て、1744年にクロアチア王国の下位王国と位置づけた。
1867年のアウスグライヒによってハプスブルク君主国は再編され、クロアチア王国はハンガリー王国の一部となった。翌1868年には、ハンガリー王国とクロアチア王国がナゴドバ（妥協）を締結して両国の関係性を定めた。クロアチアはスラヴォニアと統合されてクロアチア＝スラヴォニア王国となった。

## 歴史と政府

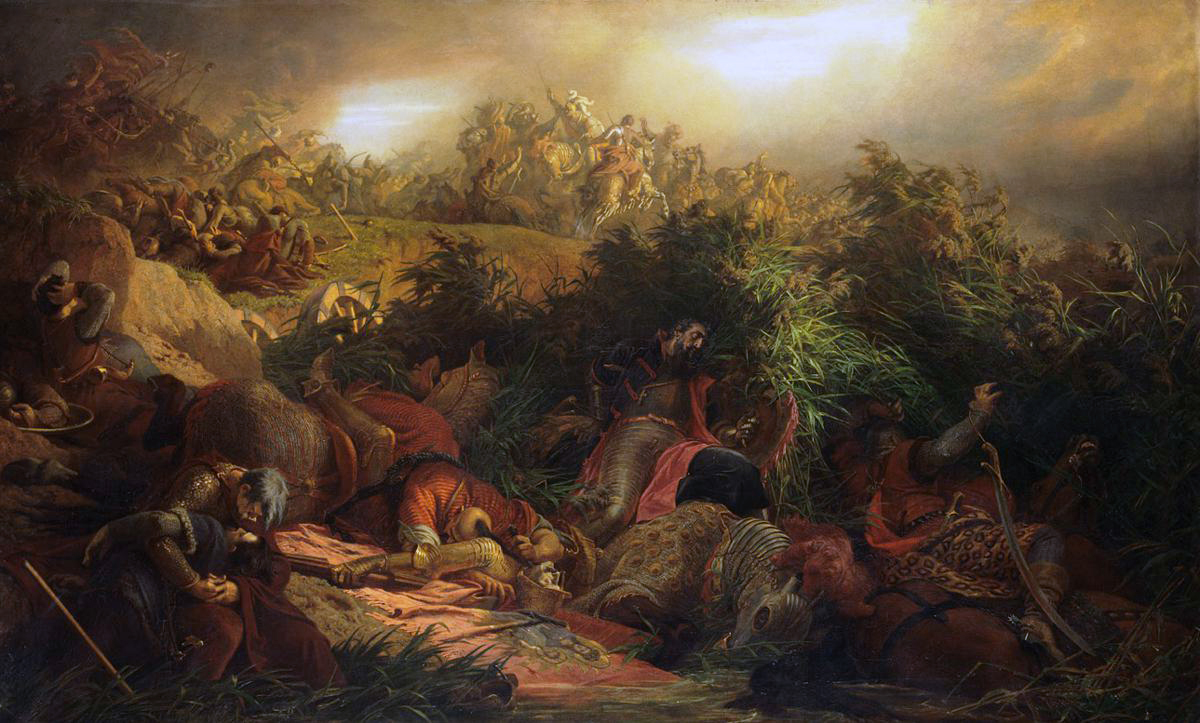
セーケイ・ベルタランによるモハーチの戦い（1526年）

### ハプスブルク家の支配
1526年、モハーチの戦いでラヨシュ2世が戦死しヤギェウォ朝ハンガリー王国が崩壊したため、ハンガリーとクロアチアの貴族は新たに国王を選出する必要に迫られた。翌1527年、ツェティン城で開かれたサボル（クロアチア議会）で、クロアチア貴族の多くはオーストリア大公フェルディナント1世を推薦した  。一部の貴族はこれに反対して新ハンガリー王サポヤイ・ヤーノシュを支持したが、フェルディナントを王とする決定はヤーノシュが1540年に死去するまで覆ることはなかった。
1745年、ハプスブルク君主国がオスマン帝国から奪回した領土は、スラヴォニア王国としてクロアチアに属した。1804年にはハプスブルク家領がオーストリア帝国となり、帝国は1814年にヴェネツィア共和国を併合した。ヴェネツィア領ダルマチアには新たにダルマチア王国が建てられ、現在のクロアチア共和国に当たる全域がハプスブルク領になった。1867年のアウスグライヒはハンガリー王冠領内にも大きな変革をもたらし、クロアチア王国の自治権が改めて確認された。翌1868年にはクロアチア＝スラヴォニア王国が成立したが、なおもハンガリー王冠領であった。それに対してダルマチア王国はオーストリア帝国領のままで、三位一体王国の実現は阻まれた。

### オスマン帝国の侵入
ハンガリーからオーストリアへの宗主国の交代は、オスマン帝国との戦争の解決からはほど遠かった。16世紀を通じてオスマン帝国は徐々に勢力を拡大し、ボスニア、スラヴォニア、リカの大部分を獲得した。これによって、ハプスブルク家支配下のクロアチア領土は25年で20,000km²減少した。1558年にはクロアチアとスラヴォニアの議会が統合され、後のクロアチア＝スラヴォニア王国形成の一因になった。南部を大幅に喪失したことで、クロアチアの中核部は沿岸のダルマチアからザグレブ周辺に移動した。こうしてザグレブは、より北にあるヴァラジュディンと共に、クロアチアにおける重要性を増した 。
1565年、ポーランド王ジグムント2世とオーストリア大公マクシミリアン2世の対立に乗じ、オスマン帝国のスルタンスレイマン1世は10万人の軍を動員し、第六次ハンガリー侵攻を開始した。オスマン帝国軍は1566年まで順調に北上し、10年前に陥落させられなかったスィゲトヴァールを包囲した（スィゲトヴァール包囲戦)。当時クロアチアのバンであったニコラ・シュビッチ・ズリンスキと2,300〜3,000人の守備隊がいたスィゲトヴァールの砦は、1か月に渡ってオスマン帝国軍を引きつけ、守備隊の全滅までに20,000人もの損害を与えてオスマン帝国軍のウィーン到達前にオーストリア軍が再編成を終えるのに十分な時間を稼いだ  。
。

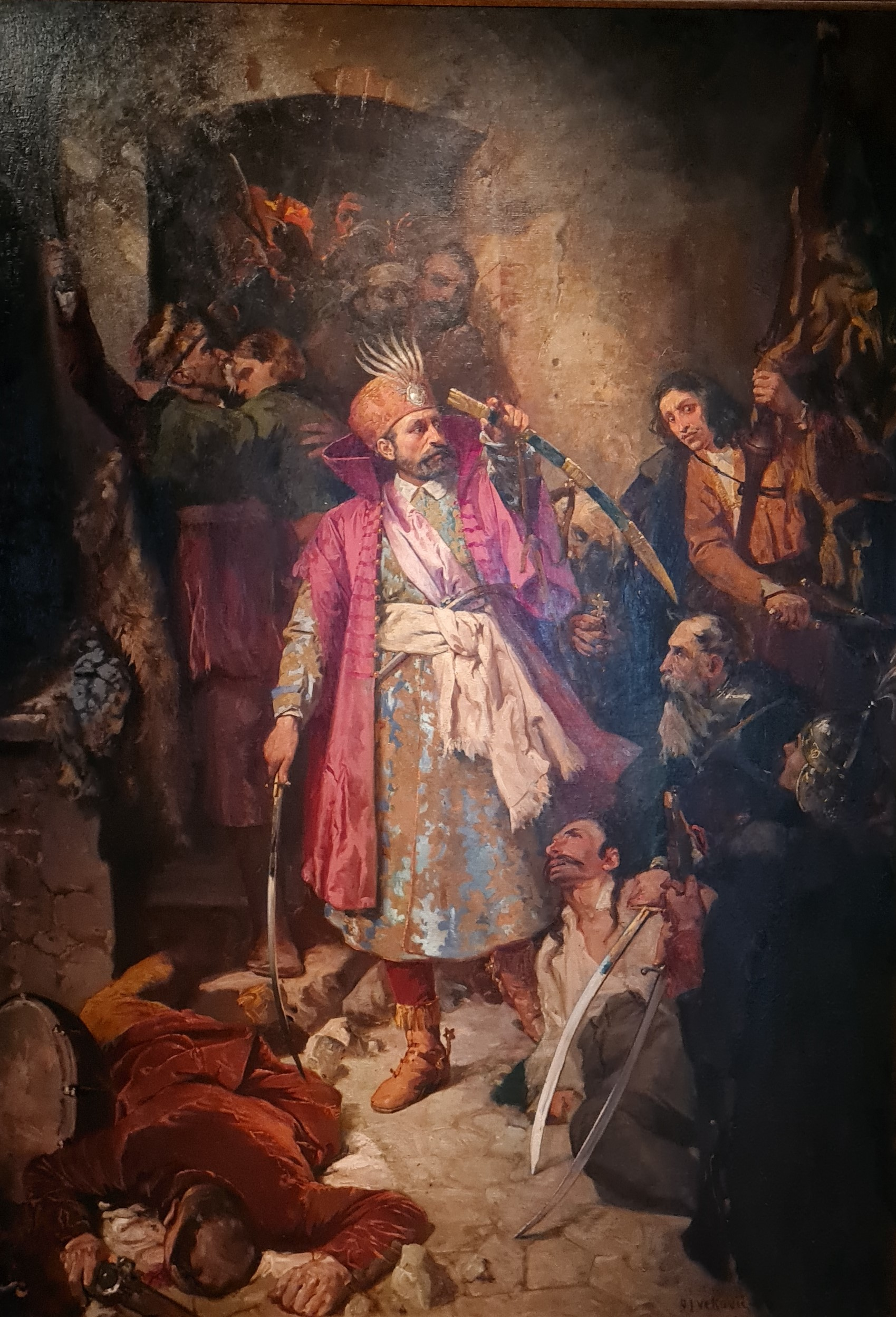
オトン・イヴェコヴィッチによるニコラ・シュビッチ・ズリンスキの絵画。スィゲトヴァール包囲戦での防衛の様子を描いている。

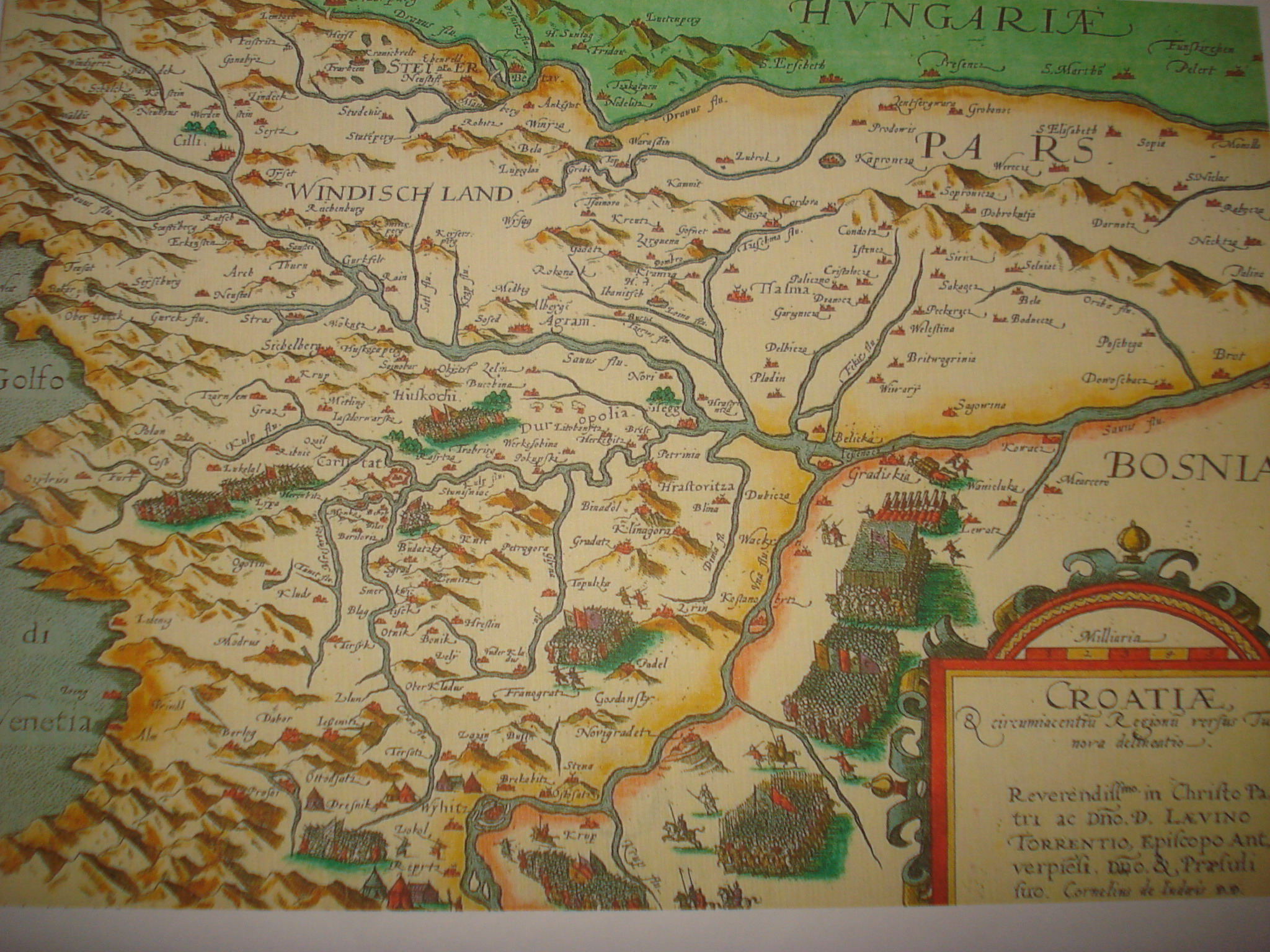
16世紀末のクロアチアの古地図（1593年）

1848年から1852年に禁止されるまで用いられたクロアチア国旗。その後紅白旗に変えられたが、1860年から再び使われた

1553年と1578年の勅令により、オスマン帝国に隣接するクロアチアとスラヴォニアの広い地域が軍政国境地帯（ Vojna krajinaまたはVojna granica ）となり、クロアチア軍政国境地帯およびスラヴォニア軍政国境地帯が設置されてウィーンの宮廷軍事局（独: Hofkriegsrat）の直轄領となった。ハプスブルク君主国はこの地域に、国内外からセルビア人、ドイツ人、ハンガリー人、チェコ人、スロバキア人、ルシン人/ウクライナ人等の移住を奨励した。その結果、軍政国境地帯は多民族が居住する地域となった。軍政下では封建制の負の側面が加速し、不当な課税や女性への虐待によって、1573年には北部クロアチアとスロベニアの農民が反乱を起こした（クロアチア＝スロベニアの農民反乱)。アンブローズ・マティヤ・グベツを始めとする反乱の指導者たちは、1573年1月に全国60以上の領地で農民を武装させたが、この蜂起は2月初旬までに鎮圧された。マティヤ・グベツと他の数千の人々は、見せしめとして残忍な方法で処刑された。
1592年にビハチ砦がボスニアのワズィール、ハサン・パシャ・プレドジェビッチによって陥落した後、クロアチアには僅かな領土しか残されていなかった。その16,800km²、約40万人の住民が住んでいた領土は、「かつて偉大で高名であったクロアチア王国の残部の残部」（ラテン語: reliquiae reliquiarum olim magni et inclyti regni Croatiae  ）と言われた  。

### 17世紀及び18世紀
18世紀までにハプスブルク君主国はオスマン帝国領ハンガリーとクロアチアの大半を奪回し、これを直轄地とした。

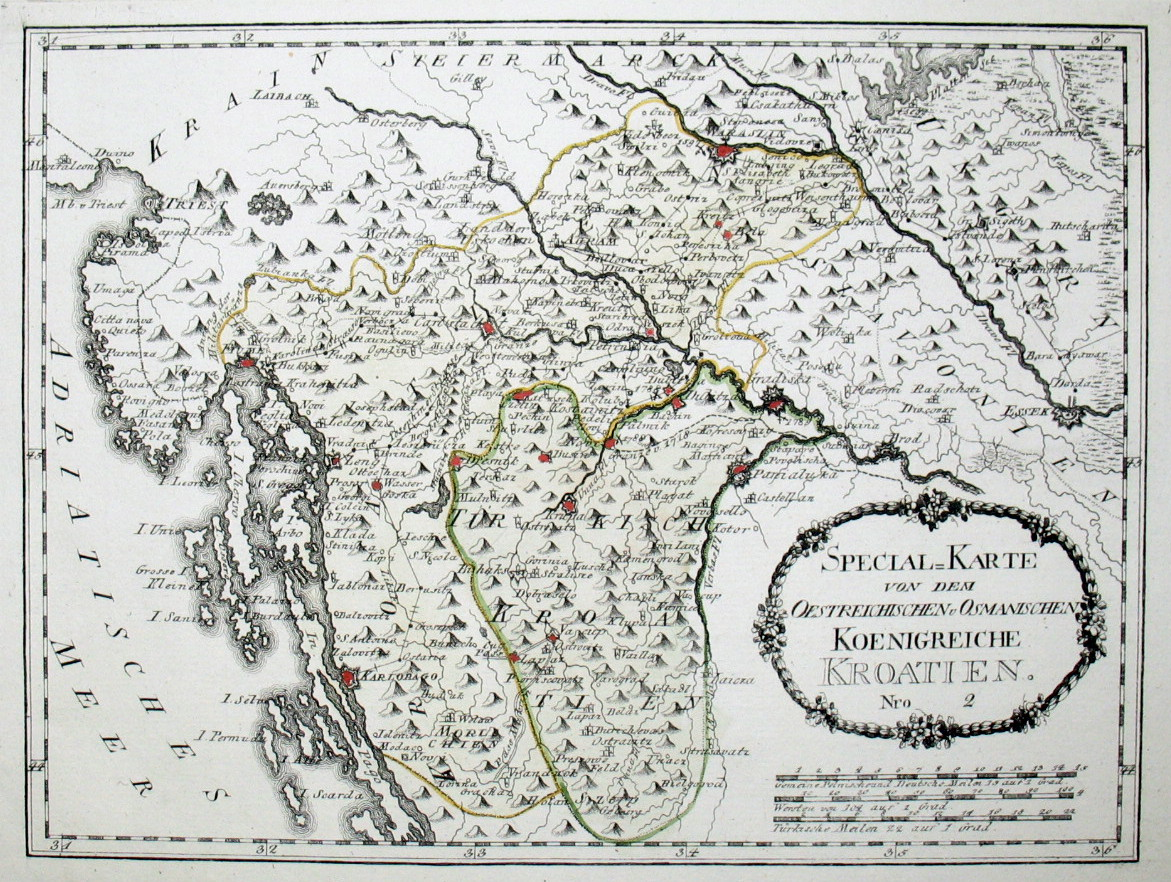
1791年のクロアチア王国。オーストリアの地図製作者フランツ・フォン・ライリーによる地図。オスマン帝国の支配下にあった地域が緑で示されている。

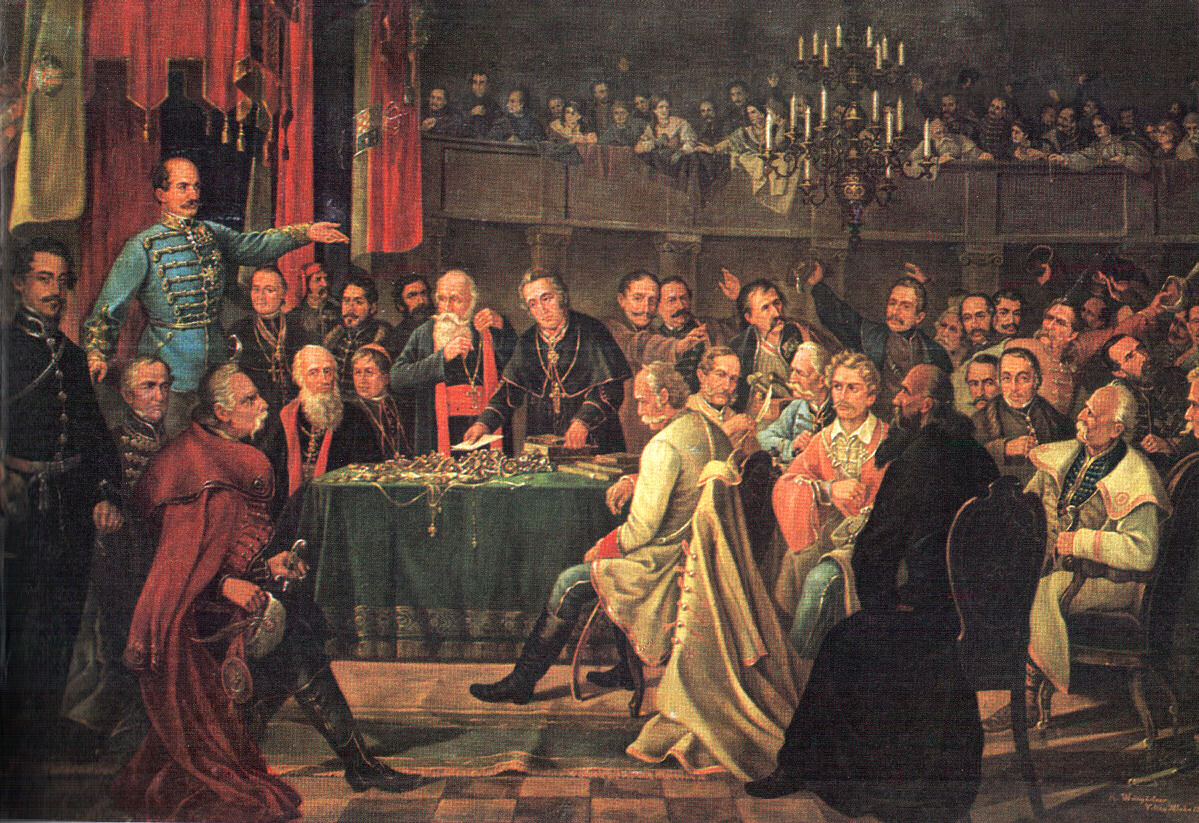
1848年のクロアチア議会（サボル）。三色旗が背景に見える。

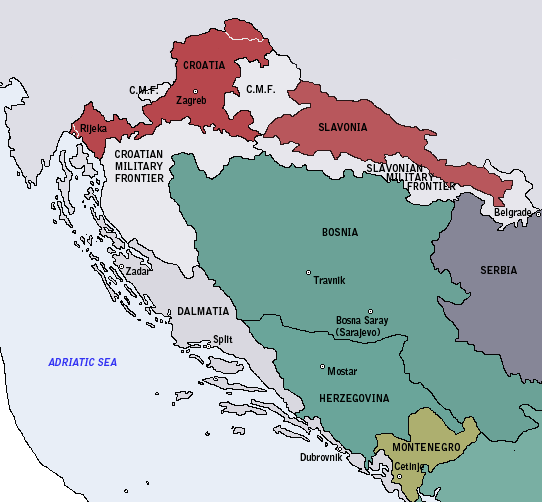
1848年後半、クロアチア王国の最大版図（赤）。スラヴォニア王国（薄赤）は、当時クロアチアに従属する自治王国だった。

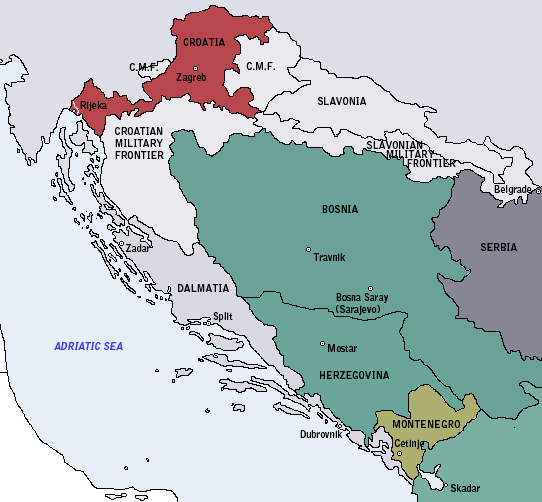
アウスグライヒ直後、1867年後半から1868年初頭のクロアチア王国（赤）の地図。ダルマチア王国（黄）も見える。

1664年、ハプスブルク帝国軍はオスマン軍に勝利したが、レオポルト1世はこの機会を活かせず、ハンガリーとクロアチアの領土を取り戻すことができなかった（ヴァシュヴァールの和約）。これがハンガリーとクロアチアの貴族の間で不安を呼び、当時のクロアチアのバンであったニコラ・ズリンスキ（ニコラ・シュビッチ・ズリンスキの曾孫）らはオーストリアへの反乱を企てた（マグナート陰謀）。彼らはフランス、オスマン帝国など諸国に協力を呼びかけたが、要請に応じる国はなかった。さらなる戦火を避けたかったオスマン帝国のメフメト4世が情報をオーストリアに渡すと、1671年4月30日、陰謀の主導者であったペータル・ズリンスキ（ニコラ・ズリンスキの弟。ニコラは陰謀の序盤に頓死）、フラン・クルスト・フランコパン、ナーダシュディ・フェレンツ3世とそれに連なったクロアチアとハンガリーの貴族らはウィーナーノイシュタットで処刑された 。
1713年、クロアチアはハプスブルク家のカール6世の国事詔書（プラグマーティッシェ・ザンクツィオーン）を承認した。1741年から48年のオーストリア継承戦争では後継者としてマリア・テレジアを支持した帝冠領の1つであった。その後マリア・テレジアは、軍政国境地帯の行政機構、封建制、税制を改革し、クロアチアの問題解決に寄与した。また1767年にはクロアチア王立評議会（クロアチア語: Hrvatsko kraljevinsko vijeće）を設置し、クロアチアとスラヴォニアの政府機能を担った。ヴァラジュディン（1756年から首都。1776年の大火に伴い議会もザグレブに移動）に議会が置かれバンが主宰したが、1779年に集権化政策の一環として廃止された。このため、以後のクロアチアはハンガリー統治評議会（ハンガリー王立副王評議会、ハンガリー副王評議会ともいい、宮中伯が主宰）の1議席を占めるに過ぎない地位に格下げされた。マリア・テレジアは1776年に自由港リエカをクロアチアに与えたが、サボル（クロアチア議会）の意見に耳を傾けることはなかった。
1797年、ヴェネツィア共和国の滅亡により、ヴェネツィア領ダルマチアはフランス共和国の勢力下に置かれ、同年オーストリアに譲渡された。 8年後にダルマチアはイリュリア州としてフランス帝国の支配下に置かれたが、ナポレオンの失脚に伴い1815年までにオーストリアに復した。

### 19世紀

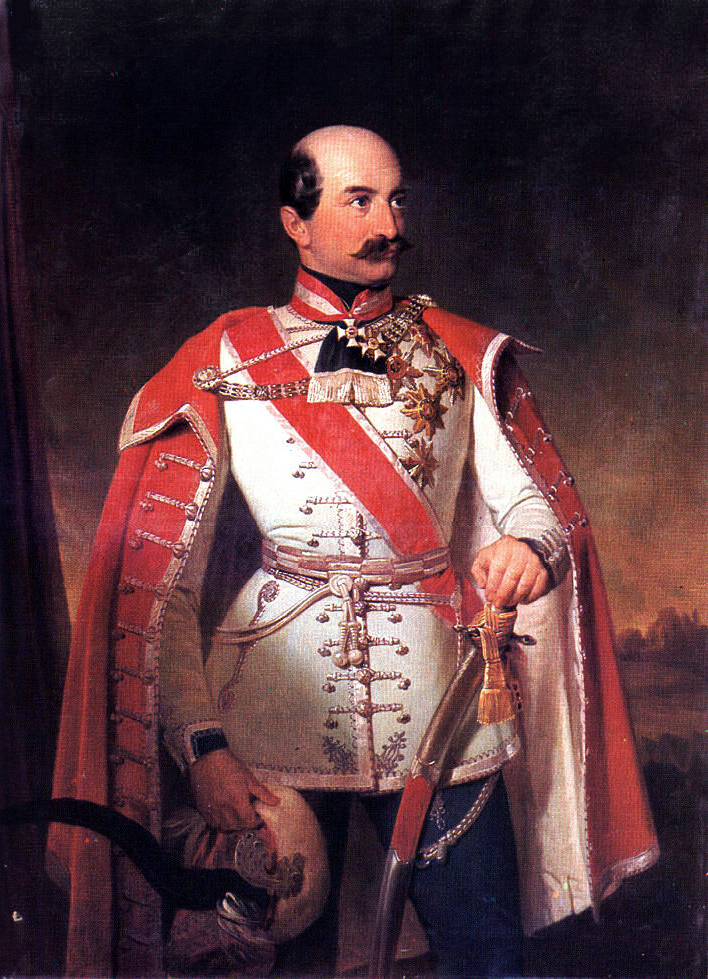
陸軍元帥ヨシップ・イェラチッチはクロアチア＝スラヴォニア王国のバンであり、クロアチア軍政国境地帯の司令官であった。

19世紀には、非暴力ながらも進むゲルマン化とマジャール化の圧力に対抗すべく、クロアチア・ロマンティシズムが生じた。クロアチア民族復興運動（民族再生運動）が1830年代にイリュリア運動として始まると、多くの有力者を引き付けてクロアチア語の文化・文芸に重要な進展をもたらした。イリュリア運動の主導者は、クロアチア語の正書法を改革して文章語化・標準化したリュデヴィト・ガイである。クロアチア王国の公用語は、1847年にクロアチア語になるまでラテン語であった。
1840年代までにイリュリア運動は、文化的な活動からハンガリー政府への政治的要求へ移行していった。オーストリア宰相メッテルニヒの進言による1843年1月11日の勅令により、イリュリア語（＝クロアチア語）の氏名と記章の公用は禁じられた。これは運動の進展を妨げたが、すでに始まっていた社会の変化を止めることはできなかった。
1848年革命に際して、バンとなったイェラチッチはウィーン政府に協力してハンガリー革命を鎮圧する道を選んだ。そしてハンガリーへ進軍し、パーコズドの戦いに至るまでは主導権を保持した。この貢献にもかかわらず、アレクサンダー・フォン・バッハを中心とした「新絶対主義」（バッハ体制）のもと、クロアチアの自治権は抑圧された。1867年のアウスグライヒによってオーストリアとハンガリーが二重制に移行した後も、バンのレヴィン・ラウチによる統治は抑圧的で、なにも変わらなかった。
1848年から1850年まで、クロアチアはバンによって任命されたバン議会（クロアチア語: Bansko vijeće  ）と、クロアチア議会（サボル、クロアチア＝スラヴォニア議会とも。1848年に第1回選挙が行われ、同年に第1回国会が召集された）によって統治されていた。1850年にバン議会はバン政府（クロアチア語: Banska vlada）に移行し、絶対主義の導入（1851年12月31日）後、ウィーンのオーストリア帝国政府の直轄となった。 1854年から1861年まで、ザグレブにあってバンが主宰した帝立クロアチア＝スラヴォニア副王議会（クロアチア語: Carsko-kraljevsko namjesništvo za Hrvatsku i Slavoniju）は、オーストリア内務省の管轄下に置かれたクロアチア＝スラヴォニア王冠領（Kronland ）の主要行政機関だった。1860年にバッハの絶対主義が崩壊すると、1861年から1862年までの間に、ウィーンに「王立クロアチア＝スラヴォニア最高裁判所」（クロアチア語: Kraljevska hrvatsko-slavonska dvorska kancelarija）ザグレブに「クロアチア及びスラヴォニア司法（オーリック）局（省）」と「クロアチア＝スラヴォニア＝ダルマチア王立副王議会（バンが主宰。クロアチア語: Kraljevsko namjesničko vijeće）」が設立された。これらは1868年までクロアチア＝スラヴォニア政府として機能し続けた。 
バンのイェラチッチはクロアチアの農奴制の廃止を推し進め、それは最終的に社会に大きな変化をもたらした。大地主の権力が低下して耕作可能な土地が加速度的に細分化され、過剰な細分化によって飢饉が発生した。これにより多くのクロアチア人が新世界の国々に移住し始め、この傾向が1世紀に渡って続いたことで、大きなクロアチア人のディアスポラ（移民集団）を生み出した。
イリュリア運動には民族主義者と汎スラヴ主義者の両方が参加し、規模がかなり大きかった。この運動は、最終的に以下の2つの主要な目的に発展した。
- 1861年にアンテ・スタルチェビッチ（英語版）が結成した「権利党（英語版）」。クロアチア人居住地域（三位一体王国）の統一と独立を目的としたクロアチア民族主義。
- 1867年にユーゴスラヴィア科学芸術アカデミー（現在のクロアチア科学芸術アカデミー（英語版））を創立し、1874年にはザグレブ大学を復興したヨシプ・ユーライ・シュトロスマイエル（英語版）司教らが率いた人民党。南スラヴ統一主義（ユーゴスラヴ主義）。

クロアチアの国内自治権の喪失は、1867年のアウスグライヒの翌年1868年に、クロアチアとスラヴォニアを統合してクロアチア＝スラヴォニア王国としたナゴドバが成立した際に是正された。この合意でクロアチア王国は行政、教育、宗教、司法の分野で自治権を獲得した が、バンの任命権、税収の55％の徴収権、リエカ最大の港湾（合意の一部ではなかったとされるもの）の所有権は依然ハンガリーが持っていた。

## 人口統計
1802年のデータによると、クロアチア王国の人口には、40万人（98.8％）のローマ・カトリック教徒、4,800人（1.2％）の東方正教会教徒、40人のプロテスタントが含まれていた。 
1840年、ハンガリーの統計学者フェニェス・エレクがハンガリー王冠領に属する国家の民族を分析した。彼が収集・処理したデータによると、クロアチア王国は526,550人の人口を有し、うち519,426人（98.64％）がクロアチア人、3,000人（0.56％）がドイツ人、2,900人（0.55％）がセルビア人、1,037人（0.19％）がユダヤ人だった。  
以下は郡別の人口データである。
プリモリェ郡
- クロアチア人：40,390人
- ドイツ人：2,000人
- ハンガリー人：200人
- ユダヤ人：105人
- ギリシャ人：67人

ヴァラジュディン郡
- クロアチア人：130,678人
- セルビア人：153人
- ユダヤ人：474人

ザグレブ郡
- クロアチア人：279,991人
- ドイツ人：1,000人
- セルビア人：978人
- ユダヤ人：313人

クリジェヴツィ郡
- クロアチア人：68,367人
- セルビア人：1,769人
- ユダヤ人：145人

最初の近代的な人口調査は1857年に実施され、国民の宗教を記録した。
以下はクロアチア王国における宗教別の人口である。 
- ローマ・カトリック：592,702人
- 東方正教会：6,048人
- ユダヤ人：2,511人
- ルター派：394人
- カルヴァン派：24人
- ユニテリアン：14人
- アルメニア正教会：4人
- アルメニアカトリック教会：2人

## 国旗・国章

クロアチア王国の国旗（1848-1852、1860-1868）。トリコロールは認められず、禁止された。

クロアチア王国の国旗（1852-1860）。オーストリア帝冠領に多い紅白の国旗であった。

クロアチア王国の国章。フォイニツァ紋章と呼ばれるもの。

禁止されていた間用いられたクロアチア王国の国章。

1848年、クロアチア王国は新しく国旗と国章を採用した。国旗は赤、白、青のトリコロールの上に国章を施したものである。 国章は三つの要素からなるが、それぞれ、クロアチア王国（右上）、ダルマチア王国（左上）、スラヴォニア王国（下）の3つの国章である。クロアチアは歴史的に「クロアチア、スラヴォニア、ダルマチアの三位一体王国」という名前を用いており、国章の融合はこれを象徴している（ただし、オーストリア帝国が認めることはなかった。また、クロアチア王国はスラヴォニア王国とは同格だったが、ダルマチア王国と統合されたことはない）。また、右上の紅白市松模様はクロアチア語で「シャホヴニツァ」と呼ばれるもので、フォイニツァ紋章の一つである。今日までクロアチアのシンボルであり続けている。1852年、自由主義の象徴であるトリコロールを認めないオーストリア帝国政府は、国旗と国章の使用を禁止した。 これにより1852年から1861年の間、クロアチア王国はオーストリア帝冠領に多かった紅白の旗と、従来の「シャホヴニツァ」を使用することとなった。トリコロールは1861年（バッハの絶対主義の崩壊）の後に再び使用され、1868年のクロアチア＝スラヴォニア王国成立以降公式に国旗となった。